# BG/BRG Berndorf

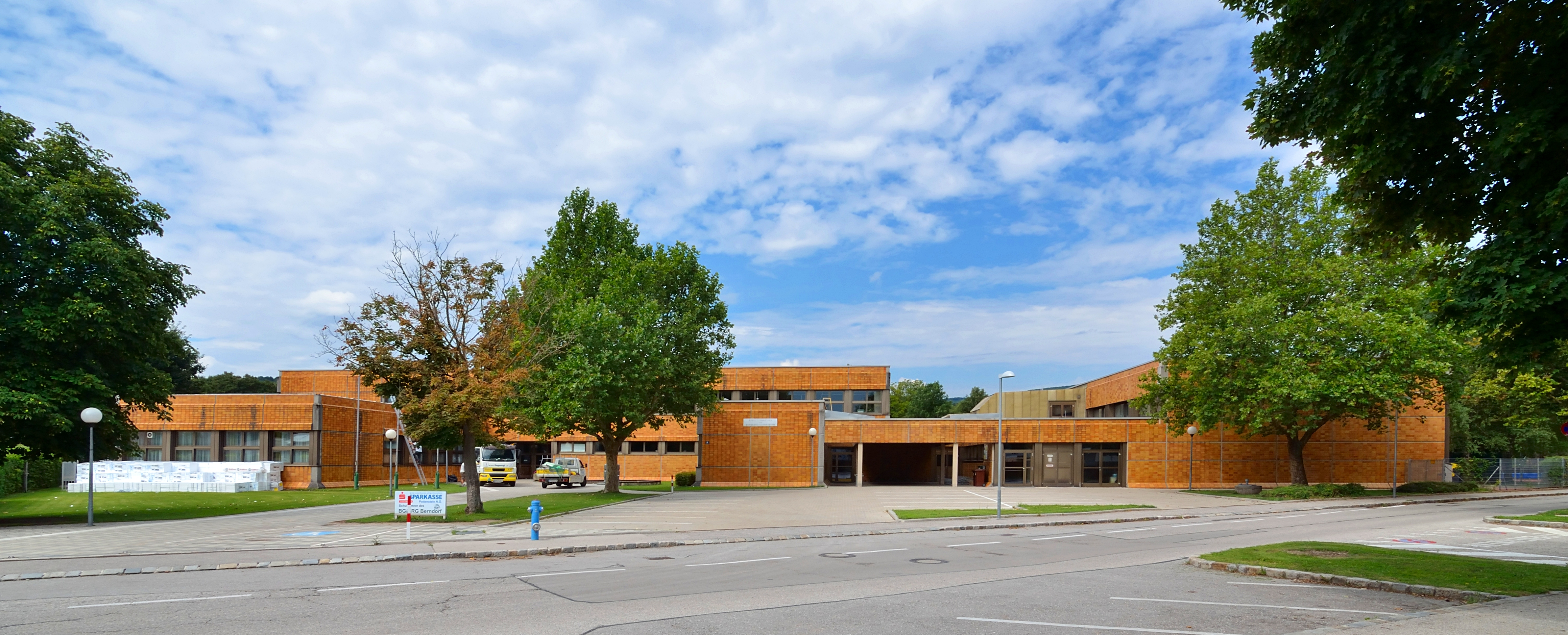
Neues Gymnasium (1981–1984), Architekten Rupprecht und Brigitte Ottel (2014)

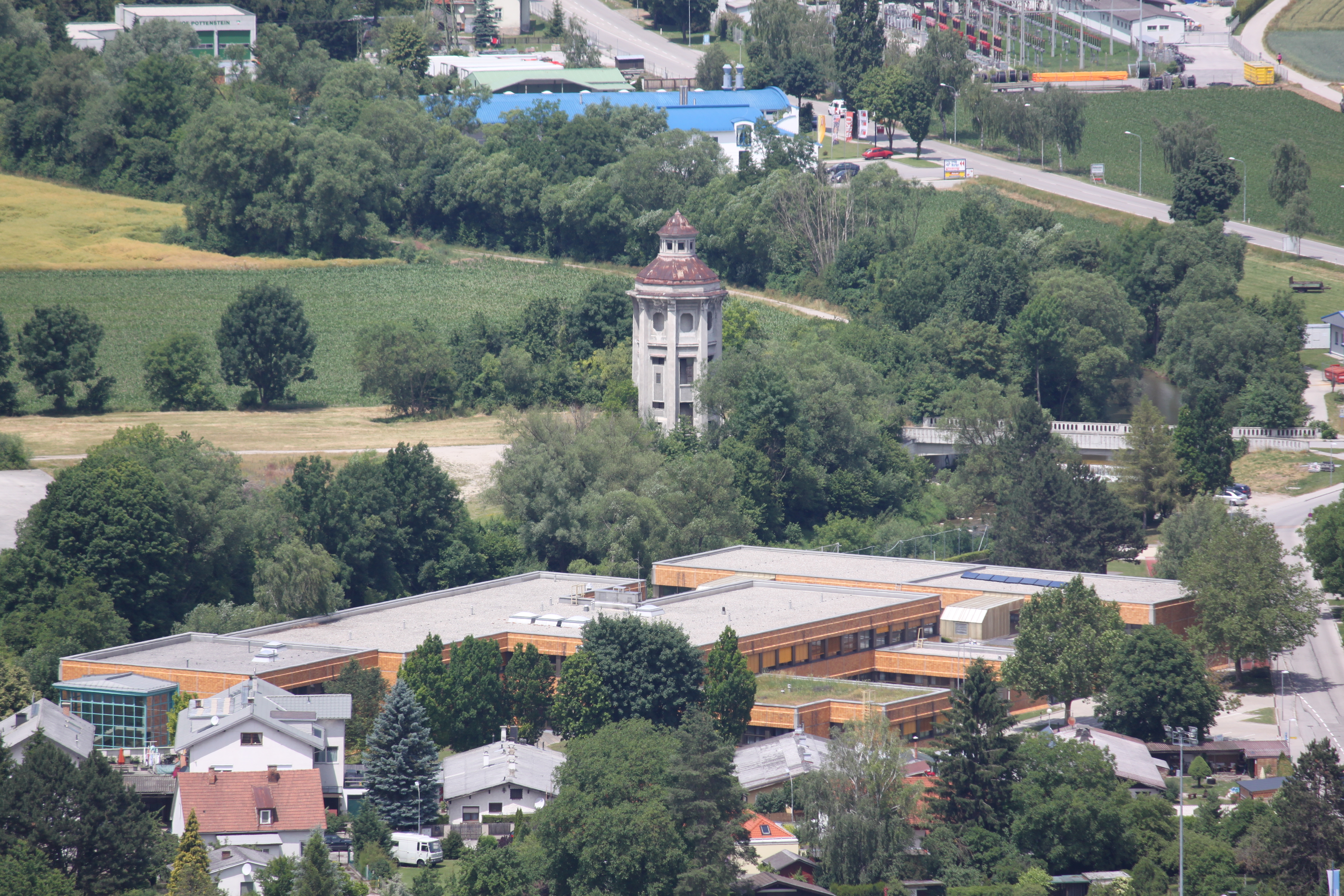
Neubau BG/BRG Berndorf an der Sportpromenade beim Wasserturm an der Stadtgrenze zu Pottenstein von der Aussichtswarte Guglzipf aus (2014)

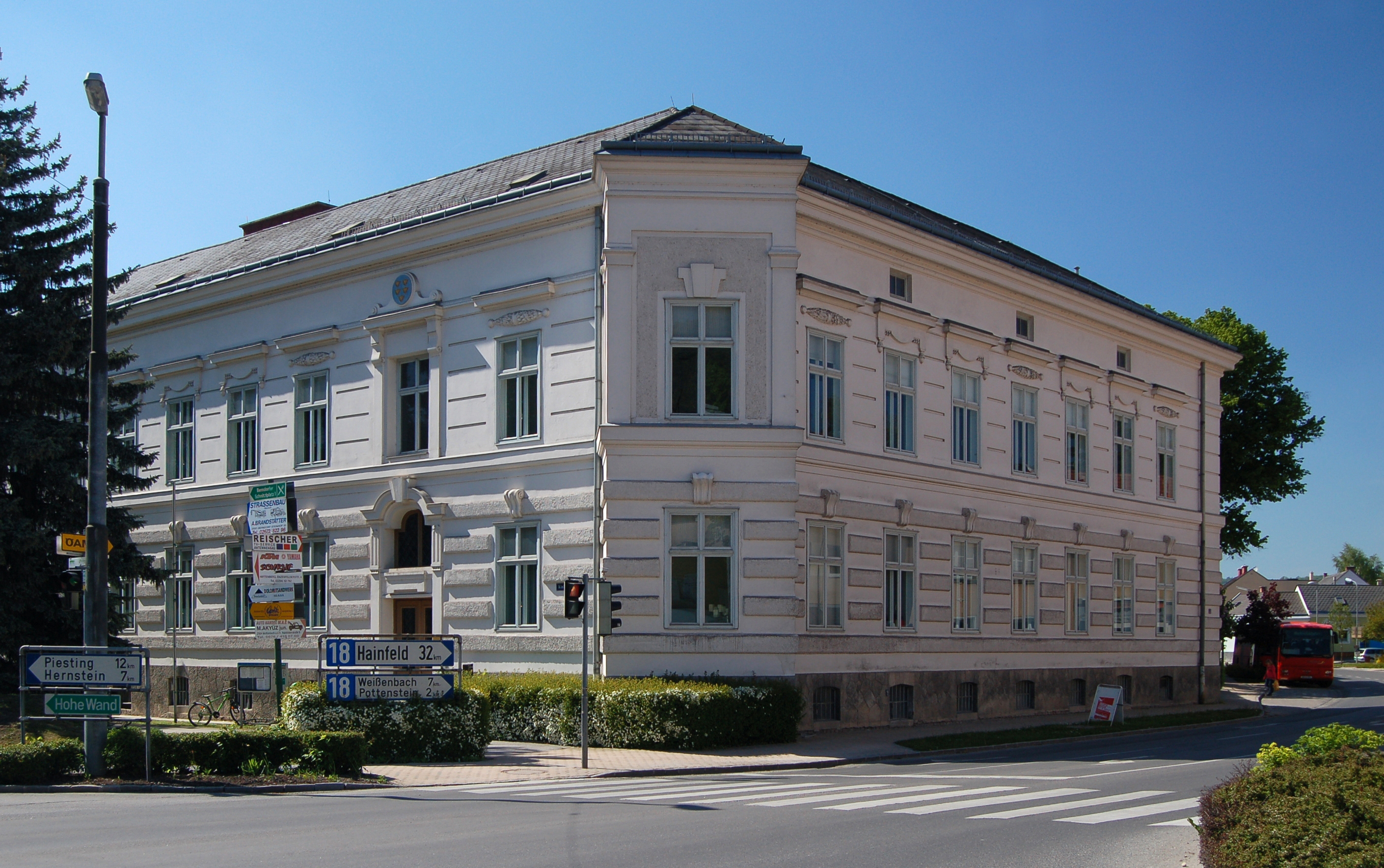
Ehemalige Volksschule am Kislingerplatz Nr. 5, von 1910 bis 1985 Gymnasium, heute Sonderschule, Musikschule und Bücherei (2014)

Das BG/BRG Berndorf und ursprüngliche Krupp Privat-Realgymnasium (1898–1938) wird seit 1989 als Bundesgymnasium und Bundesrealgymnasium geführt. Es befindet sich in der Stadt Berndorf im Bezirk Baden in Niederösterreich.

## Geschichte
Der Fabriksbesitzer Hermann Krupp (1814–1879) im kleinen Bauerndorf Berndorf betrieb die politische und kirchliche Loslösung des entstehenden Industrieortes von der Gemeinde Pottenstein. 1852 gründete er eine Privatschule für die Arbeiterkinder. Unter dem Nachfolger Arthur Krupp (1856–1938) entstand 1898 für Söhne von Fabriksbeamten die Überlegung, den Besuch eines Gymnasiums in Berndorf zu organisieren. Die Eltern konnten die Söhne im Landes-Real- und Oberstufengymnasium in Baden als Privatisten einschreiben. Arthur Krupp stellte zwei Arbeiterhäuser als Schullokal zur Verfügung und stellte Studenten der juridischen Fakultät der Universität Wien als Lehrer an. Im dritten Schuljahr 1900/1901 gelang es mit dem Direktor Wittek des Badener Gymnasiums das Gymnasium als eigenständiges Privat-Realgymnasium auf gesetzlicher Grundlage in Berndorf zu etablieren und für alle Kinder von Berndorf und Umgebung zu öffnen. Als 1908 das Unterrichtsministerium der Schule offiziell den Namen Krupp Privat-Realgymnasium und das Öffentlichkeitsrecht verlieh, unterrichteten neben dem Direktor ebendort 9 Lehrer 36 Buben und 2 Mädchen.
Bedingt durch das ständige Wachsen der Fabrik und der Ortsbevölkerung übersiedelten im Jahre 1910 ungefähr 1000 Volksschüler in die Berndorfer Schulen bei der Margaretenkirche. Dabei wurde das am Kislingerplatz 5 im Jahre 1896 nach den Plänen des Architekten Ludwig Baumann erbaute Volksschulgebäude frei und das Krupp Privat-Realgymnasium konnte aus den Arbeiterhäusern dorthin übersiedeln.
Nach dem Ersten Weltkrieg befand sich das Unternehmen Krupp in finanziellen Schwierigkeiten und versuchte das Privat-Gymnasium an die Gemeinde, das Land Niederösterreich und an den Bund abzutreten. Eine Initiative von Lehrerschaft, Eltern und Stadtgemeinde an den damaligen Unterrichtsminister Otto Glöckel blieb erfolglos, weil dem Staat die notwendigen finanziellen Mittel fehlten. Um die Schule weiter zu erhalten, verzichteten die Lehrer zeitweise auf die Entlohnung und die Eltern trugen ein hohes Schulgeld. Durch die Weltwirtschaftskrise war die Schule stark von Schließung bedroht, weil Stadtgemeinde und Staat die Subventionen beenden wollte, was durch ständige Interventionen durch Bürger des ganzen Triestingtales abgewendet wurde. 1935 wurde mit den Austrofaschismus eine vormilitärische Erziehung eingeführt. 1938 beim Anschluss Österreichs an Hitler-Deutschland wurde die Übernahme des Gymnasiums durch den Staat als Tat des nationalsozialistischen Deutschland gefeiert und in Staatliche Oberschule für Jungen umbenannt. Im folgenden Zweiten Weltkrieg verloren 6 Lehrer der Schule und über 30 Absolventen ihr Leben.
Nach dem Krieg war das Schulgebäude durch Einquartierungen, Plünderungen und Granattreffer beschädigt. Nach dem Wiederaufbau war das Gebäude im Eigentum der Stadtgemeinde und wurde 1956 durch Schenkung dem Bund übertragen. 1967 wurden erstmals alle Unterstufenklassen doppelt geführt, die Oberstufe in einen neusprachlichen und realistischen Zweig gespalten. Die Schülerzahl war schon auf über 500 gestiegen. In einem Schulgebäude für 9 Klassen wurden 19 Klassen unterrichtet. Die Verhandlungen für einen Neubau des Gymnasiums dauerten von 1962 bis zum Baubeginn 1981. Ab dem 29. Mai 1985 wurde im neuen Gymnasium mit 18 Klassen, 2 Turnsälen und 7 Sonderunterrichtsräumen unterrichtet.

## Direktoren
- 1900–1904 Theodor Zachl
- 1904–1911 Arthur Lankmayr
- 1911–1913 Theodor Plaschke
- 1913–1914 Peter Paßler (prov.)
- 1914–1921 Theodor Kozdas
- 1921–1937 Raimund Öttl
- 1937–1940 Karl Rendl
- 1940–1948 Karl Liebleitner 1940–1945 (komm.), 1945–1948 (prov.)
- 1949–1950 Anton Lechner (prov.)
- 1950–1953 Hans Langgruber
- 1953–1975 Franz Petter
- 1975–1996 Hans Zaunstock
- 1996–1997 Gottfried Obereder (prov.)
- 1997–2013 Otto König[3]
- 2013– Maria Reitgruber

## Lehrer
- 1921–1930 Wilhelm Waldstein (1897–1974), Pädagoge, Schriftsteller und Komponist